# Mycetophila perpallida
Mycetophila perpallida är en tvåvingeart som beskrevs av Chandler 1993. Mycetophila perpallida ingår i släktet Mycetophila och familjen svampmyggor. Arten är reproducerande i Sverige. Inga underarter finns listade i Catalogue of Life.